# 肃慎
肃慎（上古汉语拟音：/*sĭə̆uk/ /*zĭen/），又称息慎、稷慎，是先秦文献中中国东北地区的一支古老部族，也是中国东北地区最早与中原地区接触的部族之一。:51-52先秦史料中，肃慎与中原的联系仅见于西周早期，其大致在周王朝东北方、贡品有“楛矢”和“石砮”等，其具体位置和生活习俗俱不得而知，后世相关史料的真实性也颇受质疑。近代以来，一般认为肃慎为女真的前身，与挹娄和勿吉可能存在关系，以牡丹江中游、镜泊湖沿岸的莺歌岭遗址为代表性遗址。

## 文献记载

西漢武帝末年（公元前1世紀）漢朝東北的疆域和東夷諸國的位置

“肃慎”在春秋时期史料中为武王伐商时期周王朝北疆与周王朝交好的蛮夷之一，其贡品为“楛矢”（楛木制箭杆）和“石砮”（石制箭镞），然而其与中原各国交往甚少，对其方位、习俗几乎没有记载。《左传》记载了昭公九年（前533年）周天子谴责晋国侵占天子领地，顺道提及了“肃慎”：“王使詹桓伯辞于晋，曰：我自夏以后稷，魏、骀、芮、岐、毕，吾西土也。及武王克商，蒲姑、商奄，吾东土也。巴、濮、楚、邓，吾南土也。肃慎、燕（燕国）、亳（濊貊），吾北土也……”从这条记载来看，春秋以前“肃慎”似乎与燕国相去不远，并为周王朝的北方藩属，和周王朝的关系相对密切，但是到了春秋战国“肃慎”则鲜为人知，只有像孔子这类多识之士才知道。《国语》也记载了“有隼集于陈侯（陈湣公）之庭而死，楛矢贯之”，孔子辨别出这是肃慎的楛矢，回忆武王伐商之后万国来朝，就连遥远的肃慎氏也遣臣来贡，而周武王为令后人铭记其功业，将肃慎氏的“楛矢”分给远方的异姓诸侯以诫其不忘服分，后来陈国果然在府库中发现了“楛矢”。
今本《竹书纪年》则将肃慎初次入贡定为周武王十五年（前11世纪），并且还记载了“帝舜有虞氏二十五年，息慎氏來朝，貢弓矢”以及成王九年和康王在位期间的入贡。按汉人孔安国作《尚书·序》，肃慎在武王之后继续来贡，“成王既伐東夷，肅慎來賀”，成王令荣伯作《賄肅慎之命（佚）》。《逸周书》也提及了肃慎参加了庆贺周公东征胜利的成周之会，并且位次在穢人之前、名列一方之首，贡品为“大麈”，似乎颇受尊敬：“西面者正北方，稷慎大麈，穢人前兒，前兒若獮猴立行，聲似小兒，良夷在子。”《山海经》则在《海外西经》中称“肃慎之国，在白民北”，在《大荒北经》中称“大荒之中，有山名曰不咸，有肃慎氏之国”。《淮南子》则将“肃慎民”列为“海外三十六国”之一。张碧波认为周人与肃慎之间的交往与商人北奔有关，商人尚白且在肃慎之南，因此周人希望能够与肃慎合作扫除盘踞东北的商朝余党，因此肃慎在周初为周人的盟友。根据司马相如《子虚赋》等汉代文献，肃慎最初的居住地似乎在辽东半岛，与山东半岛的齐国相对，二者存在贸易联系。:51-53
实际上从春秋时期开始，“肃慎”基本仅见于历史回忆中，直到魏晋南北朝时期才有“肃慎”入贡的新记录——这些记载最早则到曹魏青龙四年（236年），最晚则为北齐天保五年（554年），以北魏纳贡最盛——实际上，可能是将挹娄和勿吉冠称“肃慎”。孙进己等人认为，魏晋史料中虽然称挹娄为古之肃慎国，但实际上肃慎、挹娄描述有所不同，甚至可以并见于史、似有区分，因此仍有可取之处。:52-53譬如，在魏晋南北朝史料中，肃慎有铁器而挹娄无，肃慎“夏巢居、冬穴居”而挹娄均穴居，肃慎有父子世为君长而挹娄无君长等等。:71-72日本史料中也存在“肃慎”的记载。据《日本书纪》记载，“肃慎人”曾在钦明天皇时期抵达佐渡国，阿倍比罗夫则在虾夷人的协助下击败了肃慎人。其与中国史书中的“肃慎”之间的关系不得而知，但读音上有所差异，部分学者认为这是日本史书附会中国史书而得来的名称，因此所谓的肃慎人也可能是尼夫赫人，也有人认同二者系同一民族。:21

## 源流与考证

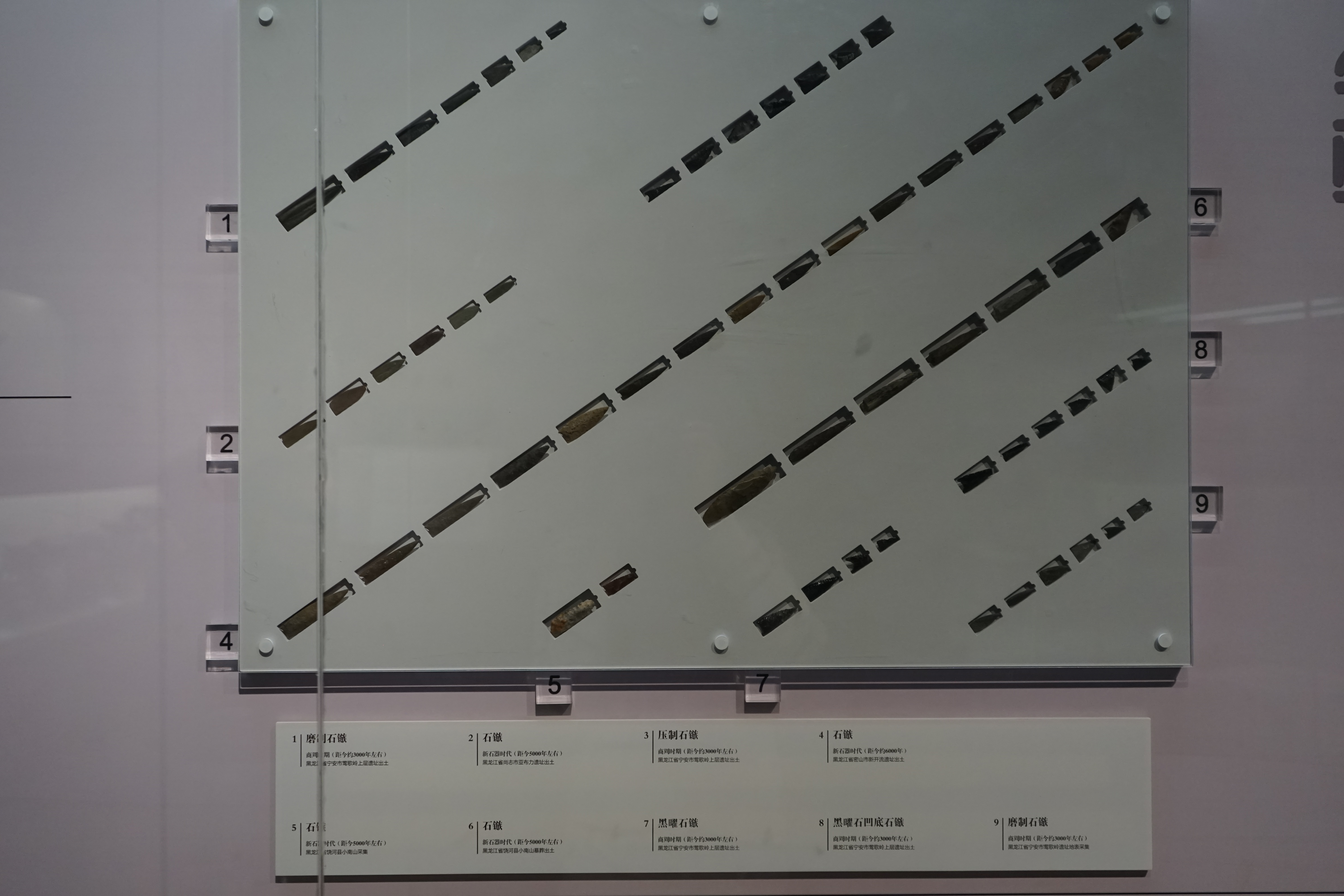
黑龙江省博物馆所收藏的石镞

根据吉本道雅的研究，春秋以前燕国以北的考古学文化中，离中原较近的河北玉皇庙文化、内蒙古夏家店上层文化、辽西凌河类型常见铜镞、骨镞而少见石镞，只有在更远的辽东双房类型、吉林西团山文化才多见石镞，因此“楛矢”、“石砮”也逐渐和遥远北方的“肃慎”联系在一起。经过孔子事迹和儒家思想的传播，“肃慎”和“楛矢”、“石砮”逐渐构成了圣人受命、远人来服的祥瑞，为中原王朝一再引申。《山海经》中的《海经》已经不再将肃慎与燕国联系在一起，而是放在了更为偏远的大荒、海外、不咸山（今长白山）。孔子之后的史书，譬如战国古本《竹书纪年》、汉代《尚书·序》也可能受到这一观念的影响“增补”春秋以前有关“肃慎”的记录，如《大戴礼记》也称海外肃慎在舜、汤、文王的圣王之时来贡，更强化了“肃慎”和“圣王”之间的象征联系。因此，魏晋以来将挹娄、勿吉称作“肃慎”并不足以说明三者之间的联系，反而可能是为了满足统治需求而刻意附会的产物。
学术界对于“肃慎”与挹娄和勿吉之间的关系尚存在争议，一般而言三者之间不能通过音转来解释，相对而言“肃慎”到“女真”因音变较小则更为人所接受。传统上，《满洲源流考》秉持魏晋史书以来的观点认为肃慎、勿吉、挹娄三者相同，傅斯年、金毓黻等人也赞同此说；但近现以来多有质疑——例如，清末民初学者丁谦则以挹娄为肃慎境内一部落，与肃慎长期并存，这一观点也为吴士鉴、翦伯赞等史家所支持和发展，前苏联学者沙弗库诺夫也否认挹娄与肃慎之间的关系。同时，这些争论不仅涉及吉本道雅所称假托谶纬的政治想象，还牵扯到清朝修史是否有延长满洲历史的政治动机，因此已经不是纯粹的史学争议。肃慎同女真之论也是由来已久，最早由北宋文人刘恕提出，但是只是提出女真、朱里真、肃慎之间的音变关系，并没有解释这一词汇的本义，因此学者又存在“东人”、“人”、“海东青”、“酸菜”等解释——乌拉熙春则从语言学角度论证了“肃慎”、“朱里真”、“女真”系“东人”：上古汉语中的带入声韵/-k/的“肃”、“息”、“稷”以及中古汉语“朱里”系描摹女真语“东”的/ʧulə/，而“慎”、“真”则为/ʧən/，系鲜卑语、鄂伦春语等语言中表示“……的人”、“……的拥有者”的后缀，而“女真”改称“女直”或系尾音脱落导致的音变而非避讳。

## 分布与考古

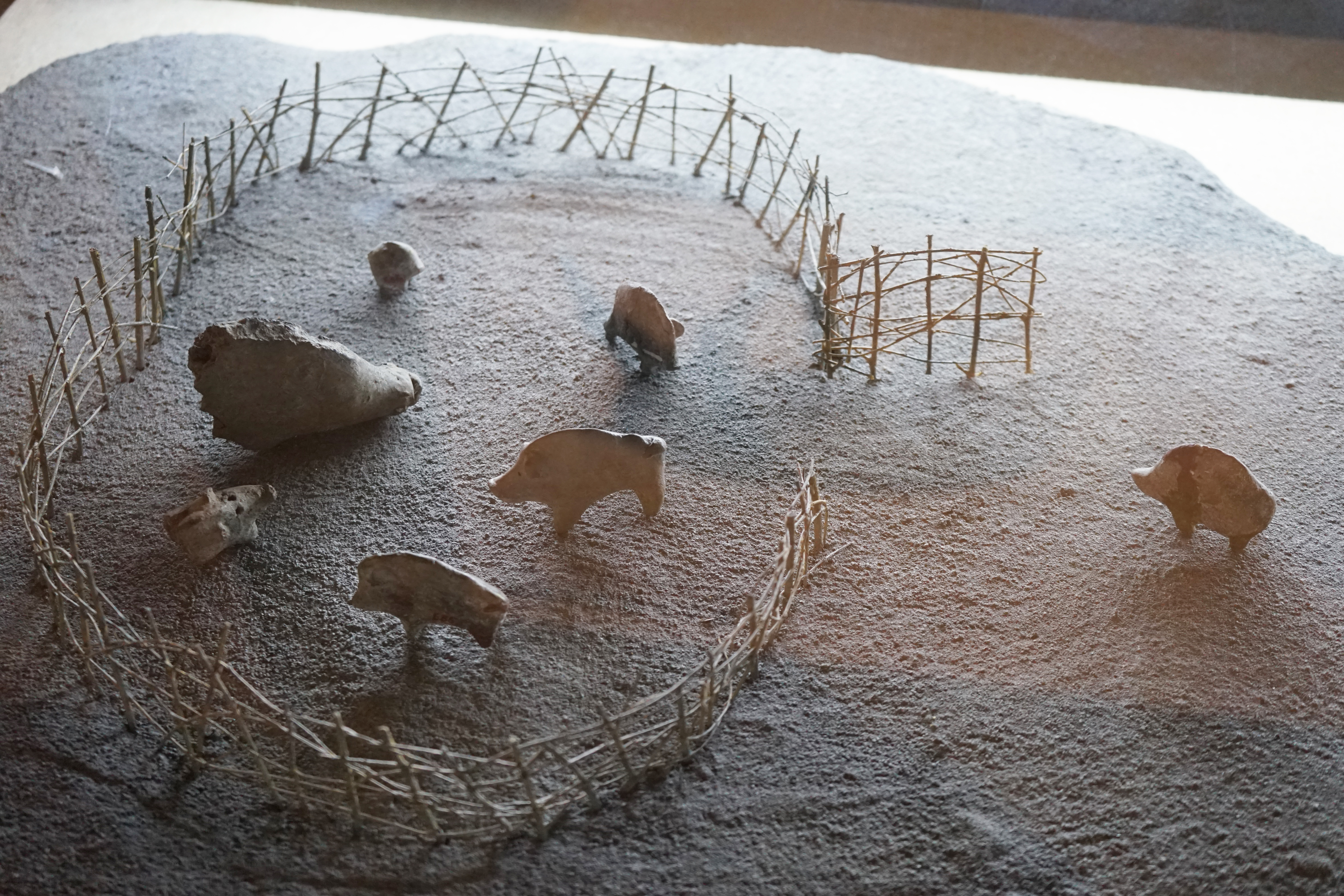
莺歌岭遗址出土的陶猪

由于缺乏记载和考古证据，早期学者对于肃慎的分布描述不一。例如，傅斯年的《东北史纲》认为肃慎位于辽河流域，冯家升则将其定于宁安以东、日本海以西、松花江以南的区域，郭沫若则称松花江到黑龙江流域的广阔区域，张博泉称其为黑龙江下游自松花江汇流处直到日本海、鄂霍次克海的区域，程妮娜又称长白山以北、牡丹江中下游、黑龙江下游，诸家描述既有重合也有不同。随着1960年代吉林市近郊、松花江沿岸的西团山遗址群的发掘，薛虹等学者开始将肃慎和考古学上的“西团山文化”联系起来，此后以薛虹和杨保隆为首的两派学者开始争论“西团山文化”是否为肃慎，最后吉林大学考古学系创始人林沄出面以考古学和文献学的连续性不合为由否定了“西团山文化”和肃慎之间的联系，在此基础上“肃慎”与“挹娄”的区别则得到了进一步论证。
在“西团山文化”说被否定之后，学界更倾向于支持莺歌岭遗址系肃慎文化遗存。莺歌岭遗址位于牡丹江中游、镜泊湖沿岸，距今约3000年，相当于商周时期。戚玉箴、孙进己则将先秦时期黑龙江东部的古文化归纳为以牡丹江、松花江流域内“莺歌岭遗址”、“东康文化”为代表的“三江文化类型”与其东乌苏里江流域以“新开流遗址”、“波尔采文化”为代表的另一类型；戚、孙二人将前者称作肃慎文化，后者为挹娄文化，但是陈显昌、张泰湘等人认为二者均系肃慎文化——虽然各方对于“肃慎”与“挹娄”的关系仍有争议，但是大多承认“莺歌岭遗址”为肃慎文化。此外，学界仍有少数观点支持辽西的夏家店文化为肃慎遗存。如今，在三上次男和孙进己等人的论证下，学术界多认为“西团山文化”系秽人的遗迹，夏家店也多被认为山戎、东胡遗迹。:62孙进己等则在考古证据上否定了肃慎曾经从周王朝周边迁徙的说法，认为肃慎人居住在莺歌岭遗址周边的牡丹江河谷并不与先秦史料矛盾，因为先秦史料中并没有明确肃慎和中原之间的距离；且牡丹江河谷的商周考古文化相对稳定和连续、遗址的下限相当晚近、不大可能是外来迁入，后世的渤海国也称以肃慎之地为上京，侧面验证了牡丹江河谷的早期文化为肃慎。从莺歌岭遗址的考古挖掘来看，肃慎人居住在半地穴中，养猪，从事原始农业和渔猎，使用黑曜石压制或青石磨制的石镞。:61-70

## 延伸阅读
[在维基数据编辑]
 《晉書·卷097》，出自房玄齡《晉書》